# توماس نيكسون
توماس نيكسون (بالإنجليزية: Thomas Nixon)‏ هو كاتب أمريكي، ولد في 27 سبتمبر 1961.